# Morgan Brian
Morgan Paige Brian, född 26 februari 1993 i Kinston i North Carolina och uppväxt i St. Simons i Georgia, är en amerikansk fotbollsspelare som spelar som mittfältare för  Chicago red stars och i USA:s landslag. Hon ingick i laget som vann världsmästerskapet i fotboll för damer 2015 och spelade sex matcher i turneringen.